# Asplenia melanodonta
Asplenia melanodonta is een vlinder uit de familie spinneruilen (Erebidae). De wetenschappelijke naam is voor het eerst geldig gepubliceerd in 1896 door Hampson.
De soort komt voor in tropisch Afrika.